# Ansião (freguesia)
Ansião est une freguesia portugaise située dans le District de Leiria.
Avec une superficie de 20,32 km2 et une population de 2 549 habitants (2001), la paroisse possède une densité de 125,4 hab/km2.